# Pierre et Marie Curie (stanice metra v Paříži)
Pierre et Marie Curie je nepřestupní stanice pařížského metra na jihovýchodní větvi linky 7. Leží mimo hranice Paříže na území města Ivry-sur-Seine na křižovatce ulic Avenue Maurice Thorez, pod kterou vede linka 7, Rue Pierre et Marie Curie a Rue Célestino Alfonso.

## Historie
Stanice byla otevřena 1. května 1946 při prodloužení linky ze stanice Porte d'Ivry do Mairie d'Ivry.

## Název
Jméno stanice je odvozeno od názvu ulice Rue Pierre et Marie Curie. Pierre Curie (1859–1906) a jeho manželka Marie Curie-Skłodowská (1867–1934) byli fyzikové a chemici, nositelé Nobelovy ceny.
Stanice se původně jmenovala Pierre Curie. Od 31. ledna 2007 se začal používat současný název, který byl oficiálně představen 8. března téhož toku při příležitosti Mezinárodního dne žen. Po Barbès – Rochechouart a Louise Michel se stala teprve třetí stanicí, v jichž názvu se objevuje jméno ženy.

## Vstupy
Stanice má dva vchody na:
- Avenue Maurice Thorez
- Rue Pierre et Marie Curie